# Antoine-Gaston de Roquelaure

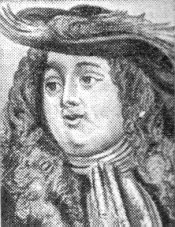
Porträt von Antoine-Gaston de Roquelaure, Anonym, 19. Jahrhundert

Antoine-Gaston-Jean-Baptiste de Roquelaure (* 1656; † 6. Mai 1738 in Paris) war Marquis, dann 2. Herzog von Roquelaure und Pair von Frankreich sowie Marschall von Frankreich.
Er war zudem Seigneur und Marquis de Lavardens, de Puyguilhem et de Biran, Comte d’Astarac, de Montfort, de Pontgibaud et de Gauré, Baron de Capendu, de Montesquiou, de Saint-Barthélemy de Cancon, de Casseneuil, de Champchevrier, du Monteil-Gelat, de Pradmer et de Buzaudon.

## Leben
Antoine-Gaston de Roquelaure war der Enkel des Marschalls Antoine de Roquelaure, der Sohn von Gaston-Jean-Baptiste de Roquelaure, 1. Duc de Roquelaure, und Charlotte de Daillon († 1657), Schwester und Erbin von Henri de Daillon, Duc du Lude.
1668 wurde er Kapitän der Kavallerie, am 1. Juli 1674 Maître de camp im Régiment Royal-Picardie cavalerie. Am 1. August 1675 kämpfte er im Holländischen Krieg im Gefecht bei Altenheim, 1676 diente er unter dem Marschall von Luxemburg, 1677 und 1678 unter dem Marschall de Créquy, kämpfte im Gefecht bei Kokersberg (7. Oktober 1677) und bei der Belagerung von Freiburg (1677). Im März 1683 erbte er die Titel seines Vaters, im Dezember 1683 erhielt er die Erhebung seines Herzogtums zur Pairie. Am 20. August 1685 wurde er Lieutenant-général pour le Roi en Champagne, Département de Reims.
Ab 1688 nahm er am Pfälzischen Erbfolgekrieg, anfangs unter dem Kommando des späteren Marschall de Boufflers, teil. 1689 wurde er Brigadier des Armées du Roi und kämpfte unter dem Marschall Duc de Duras, im Jahr darauf dann wieder unter dem Kommando von Boufflers. 1691 wurde er zum Maréchal de camp ernannt und nahm am Flandern-Feldzug des Marschalls von Luxemburg mit der Schlacht bei Leuze am 18. September teil. Bei der Belagerung von Namur (25. Mai bis 30. Juni 1692) und der Schlacht bei Steenkerke (3. August 1692) übte er das Amt des Maréchal du camp unter dem Oberkommando des Königs aus. Am 29. Juli 1693 nahm unter dem Kommando des Marschalls von Luxemburg an der Schlacht bei Neerwinden und der Belagerung von Charleroi teil. 1695 diente er unter Marschall de Villeroy. 1696 wurde er zum Lieutenant-général des Armées du Roi befördert und diente noch bis zum Kriegsende 1697.
Im März 1702 wurde er im Spanischen Erbfolgekrieg zum Dienst in Flandern unter dem Kommando der Herzogs von Burgund abgeordnet. 1704 kommandierte er die Abordnung der Soldaten des Maison du Roi, die Gardebrigade und weitere Kavallerie- und Infanterieeinheiten beim Deutschland-Feldzug.
1706 wurde er Oberbefehlshaber in der Provinz Languedoc mit den gleichen Vollmachten, die die Marschälle Montrevel, Villars und Berwick als seine Vorgänger hatten; in diesem Kommando gelang es ihm, den Bauernaufstand der Kamisarden (Cevennenkrieg 1702–1705) zu unterdrücken. 1709 schlug er ein Korps von 3000 Aufständischen im Vivarais und beendete so die Unruhen in den Cevennen. Nachdem die Engländer 1711 mit 28 Schiffen und 2000 bis 3000 Mann im Languedoc gelandet waren, um die Protestanten zu unterstützen, und die Städte Sète und Agde eingenommen hatten, konnte er die wichtigen Festungen in den Cevennen halten, bis Entsatz eingetroffen war, den ihm der Marschall Noailles, Kommandant im Roussillon, gesandt hatte, und dann den Gegner verjagen. 1721 gelang es ihm, die Unruhen in der Provence vom Languedoc fernzuhalten.
Am 2. Februar 1724 – nach mehr als 55 Jahren Dienst im Militär, im 68. Lebensjahr und drei Jahre nach seinem letzten Einsatz – wurde er durch Patentbrief zum Marschall von Frankreich ernannt. Den zugehörigen Eid leistete er am 29. März 1724 vor dem König. Am 2. Februar 1728 wurde er zum Ritter des Ordens vom Heiligen Geist ernannt.

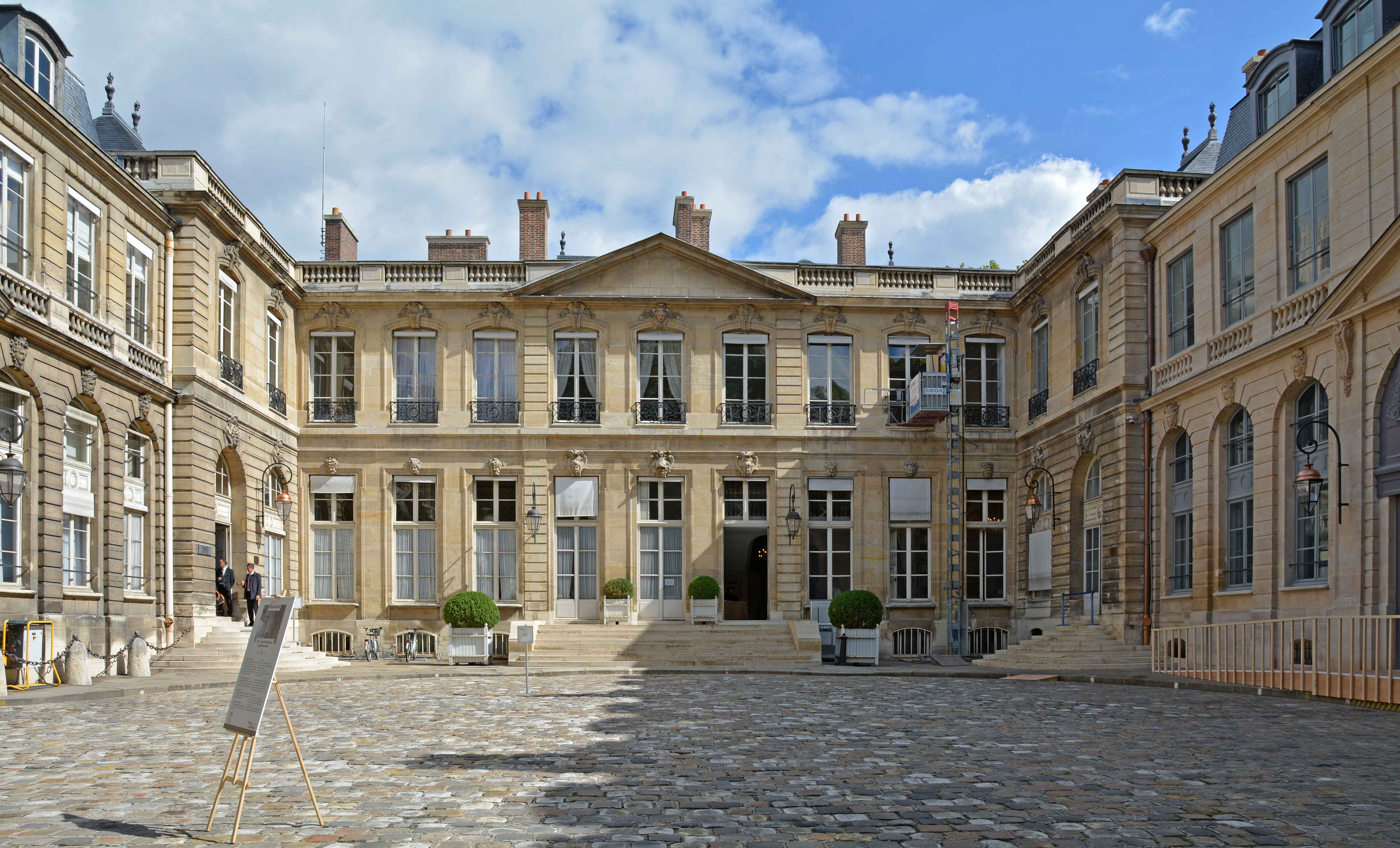
Hôtel de Roquelaure

1724 baute er an der Stelle einer petite maison, die ihm seit 1709 gehörte, das Hôtel de Roquelaure, dessen Eingang am Boulevard Saint-Germain 246 liegt und in dem zurzeit das Umweltministerium (Ministère de la Transition écologique et solidaire) residiert.
Per Ehevertrag hatte er am 20. Mai 1683 Marie-Louise de Laval geheiratet (* 1657; † 12. Mai 1735), Tochter von Guy-Urbain de Laval, Baron de la Plesse, genannt le Marquis de Laval-Lezay, und Françoise de Sesmaisons. Ihre Kinder sind:
- Françoise (* wohl 1684; † 5. Mai 1741); ⚭ 6. August 1708 Louis-Bretagne-Alain de Rohan-Chabot (1679–1738), Prince de Léon, dann Duc de Rohan, Pair de France, Sohn von Louis de Rohan-Chabot, Duc de Rohan, Pair de France, und Marie-Elisabeth du Bec de Vardes
- Élisabeth (* 1685; † 25. März 1752); ⚭ 1. März 1714 Charles Louis de Lorraine (1696–1755), Comte de Marsan, Prince de Mortagne, Sire de Pons, Sohn von Charles de Lorraine, Comte de Marsan, Sire de Pons, und Catherine-Thérèse Goyon de Matignon.

Marschall Antoine-Gaston de Roquelaure starb am 6. Mai 1738 in Paris.